# 北海道道435号松前港線
北海道道435号松前港線（ほっかいどうどう435ごう まつまえこうせん）は、北海道松前郡松前町内を結ぶ一般道道（北海道道）である。

## 概要

### 路線データ
- 起点：北海道松前郡松前町字弁天（地方港湾 松前港）
- 終点：北海道松前郡松前町字福山（国道228号交点）
- 総延長：2.564 km
- 実延長：2.442 km
- 重用延長：0.122 km

### 道路管理者
- 渡島総合振興局 函館建設管理部 松前出張所

## 歴史
- 1962年（昭和37年）8月1日 - 路線認定[1]。

## 地理

### 通過する自治体
- 渡島総合振興局
  - 松前郡松前町

### 交差する道路
松前町
- 国道228号 - 字弁天
- 北海道道380号松前停車場線 - 字博多
- 国道228号 - 字福山（終点）

### 沿線にある施設など
松前町
- 松前港
- 松前町水産試験研究センター
- 松前公園
  - 松前城